# Sami Yli-Sirniö
Sami Yli-Sirniö (Helsinki, 10 aprile 1972) è un chitarrista finlandese, noto come chitarrista del gruppo thrash metal Kreator.

## Biografia
Ha vissuto per molti anni in Germania e ha collaborato con Tiamat e Grip Inc. Dal 1989 al 1995 ha fatto parte dei Waltari, in cui è rientrato a partire dal 2001. Anno in cui è, contemporaneamente, entrato a far parte della formazione dei Kreator.